# Ole Gunnar Petersen
Ole Erik Gunnar Petersen (Frederiksberg, 30 dicembre 1934) è un ex velista danese, vincitore della medaglia di argento ai Giochi olimpici di Roma 1960 nel Flying Dutchman insieme a Hans Fogh.
Quattro anni dopo, sempre con Fogh, partecipò sempre nel Flying Dutchman classificandosi quarto.

## Palmarès
- Giochi olimpici

Roma 1960: argento nel soling.